# Flughafen Sandane

i7
i11
i13
Der Flughafen Sandane (norwegisch Sandane lufthamn, Anda, IATA-Code: SDN, ICAO-Code: ENSD) ist ein Flughafen in der Provinz Vestland im Westen von Norwegen. Der Flughafen liegt 4 km südlich von Lote und etwa 8 km nordwestlich der namensgebenden Stadt Sandane. Betreiber ist das norwegische Staatsunternehmen Avinor. Vor Ort sind die Mietwagenanbieter SIXT, AVIS und rentalcar ansässig. Der Flughafen bediente im Jahr 2015 über 40.000 Passagiere.

## Geschichte
Die ersten vier in der Provinz Sogn og Fjordane und der südlichen Küstenregion Norwegens gelegenen Flughäfen waren die Flughäfen Florø, Førde, Sogndal und Ørsta/Volda. Diese ließen die Region Nordfjord ohne Flughafen. Es standen damals insgesamt vier Standorte für einen neuen Flughafen zur Verfügung. Der heutige Standort wurde schließlich als bester Standort anerkannt. Nach einigen Jahren Bauzeit wurde am 1. Juli 1975 der Flughafen Sandane eröffnet. Die ersten angebotenen Flugziele waren Bergen, Ålesund und einige weitere Flughäfen an der norwegischen Küste.

## Fluggesellschaften und Ziele
Der Flughafen Sandane wird ausschließlich von der norwegischen Fluggesellschaft Widerøe’s Flyveselskap bedient. Folgende Flugziele werden angeflogen:
| Fluggesellschaft      | Flugziele                       |
| --------------------- | ------------------------------- |
| Widerøe’s Flyveselska | Florø, Oslo-Gardermoen, Sogndal |

## Weblinks

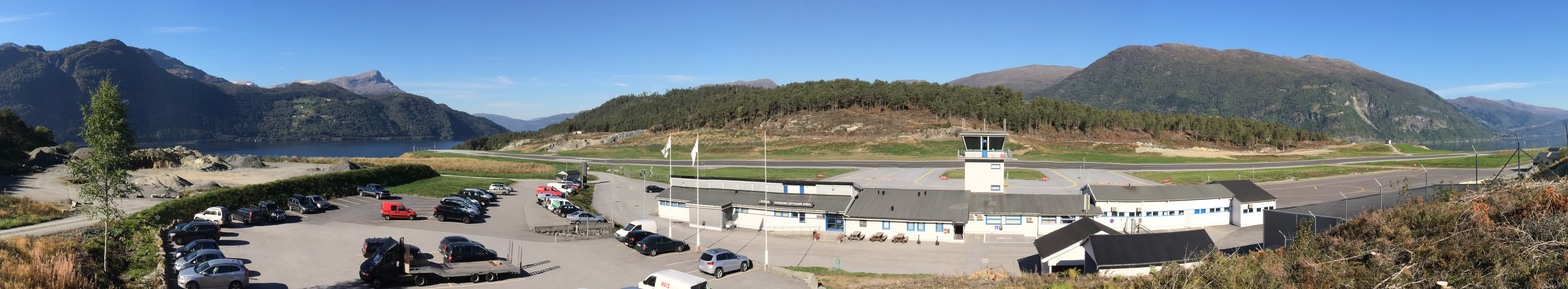
Panoramaansicht des Flughafengeländes